# Gellainville
Gellainville és un municipi francès, situat al departament de l'Eure i Loir i a la regió de Centre – Vall del Loira. L'any 2007 tenia 480 habitants.

## Demografia

### Població
El 2007 la població de fet de Gellainville era de 480 persones. Hi havia 174 famílies, de les quals 24 eren unipersonals (16 homes vivint sols i 8 dones vivint soles), 67 parelles sense fills, 75 parelles amb fills i 8 famílies monoparentals amb fills.
La població ha evolucionat segons el següent gràfic:
Habitants censats

### Habitatges
El 2007 hi havia 189 habitatges, 179 eren l'habitatge principal de la família i 10 estaven desocupats. 179 eren cases i 6 eren apartaments. Dels 179 habitatges principals, 152 estaven ocupats pels seus propietaris, 25 estaven llogats i ocupats pels llogaters i 2 estaven cedits a títol gratuït; 4 tenien una cambra, 4 en tenien dues, 15 en tenien tres, 29 en tenien quatre i 127 en tenien cinc o més. 158 habitatges disposaven pel capbaix d'una plaça de pàrquing. A 63 habitatges hi havia un automòbil i a 105 n'hi havia dos o més.

### Piràmide de població
La piràmide de població per edats i sexe el 2009 era:
| Homes | Edats   | Dones |
| ----- | ------- | ----- |
| 0     | 95 o +  | 0     |
| 0     | 90 a 94 | 0     |
| 0     | 85 a 89 | 0     |
| 12    | 80 a 84 | 4     |
| 8     | 75 a 79 | 12    |
| 4     | 70 a 74 | 4     |
| 4     | 65 a 69 | 12    |
| 12    | 60 a 64 | 8     |
| 12    | 55 a 59 | 20    |
| 8     | 50 a 54 | 12    |
| 36    | 45 a 49 | 28    |
| 20    | 40 a 44 | 16    |
| 8     | 35 a 39 | 16    |
| 8     | 30 a 34 | 8     |
| 8     | 25 a 29 | 4     |
| 28    | 20 a 24 | 24    |
| 28    | 15 a 19 | 16    |
| 32    | 10 a 14 | 12    |
| 16    | 5 a 9   | 8     |
| 16    | 0 a 4   | 12    |

## Economia
El 2007 la població en edat de treballar era de 315 persones, 238 eren actives i 77 eren inactives. De les 238 persones actives 227 estaven ocupades (132 homes i 95 dones) i 12 estaven aturades (5 homes i 7 dones). De les 77 persones inactives 31 estaven jubilades, 26 estaven estudiant i 20 estaven classificades com a «altres inactius».

### Ingressos
El 2009 a Gellainville hi havia 194 unitats fiscals que integraven 533,5 persones, la mediana anual d'ingressos fiscals per persona era de 20.741 €.

### Activitats econòmiques
Dels 116 establiments que hi havia el 2007, 4 eren d'empreses extractives, 1 d'una empresa alimentària, 6 d'empreses de fabricació de material elèctric, 7 d'empreses de fabricació d'altres productes industrials, 13 d'empreses de construcció, 32 d'empreses de comerç i reparació d'automòbils, 20 d'empreses de transport, 3 d'empreses d'informació i comunicació, 6 d'empreses financeres, 5 d'empreses immobiliàries, 17 d'empreses de serveis i 2 d'empreses classificades com a «altres activitats de serveis».
Dels 14 establiments de servei als particulars que hi havia el 2009, 1 era una oficina bancària, 1 taller de reparació d'automòbils i de material agrícola, 2 tallers d'inspecció tècnica de vehicles, 3 paletes, 2 fusteries, 2 lampisteries, 2 electricistes i 1 perruqueria.
L'únic establiment comercial que hi havia el 2009 era una botiga de material esportiu.
L'any 2000 a Gellainville hi havia 11 explotacions agrícoles que ocupaven un total de 678 hectàrees.

## Poblacions més properes
El següent diagrama mostra les poblacions més properes.